# 特命刑事ザ・コップ
『特命刑事ザ・コップ』（とくめいけいじ ザ・コップ）は、1985年4月19日から7月19日まで、テレビ朝日系列で毎週金曜日21:00 - 21:54に放映された、朝日放送 (ABC)・テレキャスト制作のテレビドラマ。全13話。

## 概要
全国に13の支部を持つ犯罪組織・旭星会が日本を制圧するべく行動を開始した。これを壊滅せんとする国家保全機構に所属する6人の特命刑事たちの活躍を描く。
劇中では、捜査はメインチームの3人とほかの3人の2班体制で行われ、毎回ほかの3人が下調べを、メインチームの3人が潜入捜査を行い、最後には「指定した標的を弾丸1発で射殺せよ」との指令を遂行する。
「指定した悪人だけを殺すのだから弾は1発しか必要ない」という国家保全機構のポリシーから、メインチームのメンバーそれぞれに手渡されるのは「規格外の特注の拳銃と、銃に適合する実弾1発」のみである。
原作は小堀洋作・ 叶精作画の劇画『特殺官（ザ・コップ）』であり、メインチームの3人の名前は原作と共通するが、チームの設定や命令を下す機関を含め、内容は大幅に翻案されている（原作の指令者は国家公安委員会。ただし、嵐に超法規的行動を強いたという弱みを握られているため、実態はその完全支配下にある）。

## 主な出演者
メインチーム
- 嵐京介警視 - 藤竜也
- 乃木麻利亜刑事 - MIE
- 剣崎真吾刑事 - 宅麻伸

上司
- 万城五郎警視 - 高松英郎

他のチーム
- 金崎弘美刑事 - 鈴木ヒロミツ
- 神城聖子刑事 - 松金よね子
- 新見あや子警部補 - 中村玉緒

その他
- 国家保全機構・北方 - 仲谷昇
- ナレーター - 市原悦子

## スタッフ
- 原作 - 小堀洋・叶精作『特殺官（ザ・コップ）』
- 制作 - 山内久司（朝日放送）
- プロデューサー - 東城祐司（テレキャスト）
- 音楽 - 渡辺博也
- 主題歌 - 「鏡の中の女」MIE
- 制作 - 朝日放送、テレキャスト

## 放映リスト
放送日は朝日放送。
| 話数 | 放送日         | タイトル              | 脚本     | 監督     | ゲスト                                              |
| ---- | -------------- | --------------------- | -------- | -------- | --------------------------------------------------- |
| 1    | 1985年 4月19日 | 一発で死とめろ!       | 中村勝行 | 児玉進   | 仲谷昇、戸浦六宏、田口計                            |
| 2    | 4月26日        | 54人の女が消えた!     | 中村勝行 | 児玉進   | 今井健二、峰岸徹、片桐竜次                          |
| 3    | 5月3日         | 死色い粉を押さえろ!   | 池田一朗 | 西村潔   | 御木本伸介、西田健、内田勝正、 黒部進、小沢仁志     |
| 4    | 5月10日        | 甘いベッドに死ばれ!   | 池田一朗 | 西村潔   | 萩尾みどり、亀石征一郎、宮口二郎、 サンダー杉山     |
| 5    | 5月17日        | 死刑の街に罠をはれ!   | 中村勝行 | 崔洋一   | 真木洋子、深江章喜、根岸一正、 氷室京介             |
| 6    | 5月24日        | たの死い旅をとめろ!   | 池田一朗 | 崔洋一   | 森幹太、小林重四郎、川合伸旺、 飯島大介             |
| 7    | 5月31日        | 女の涙に死でむくえ!   | 中村勝行 | 児玉進   | 根上淳、竹井みどり、中西良太、 佐原健二、片岡五郎   |
| 8    | 6月7日         | さらわれた女を追え!   | 池田一朗 | 児玉進   | 立川三貴、殿山泰司、小松方正                        |
| 9    | 6月21日        | 替え玉逃亡をふせげ!   | 中村勝行 | 飛河三義 | 神田隆、近藤宏、藍ともこ                            |
| 10   | 6月28日        | 女ゴルファーを狙え!   | 池田一朗 | 西村潔   | 中村竹弥、成瀬正、高峰圭二                          |
| 11   | 7月5日         | 密室ギャルを救え!     | 中村勝行 | 西村潔   | 八名信夫、天田俊明、高田敏江                        |
| 12   | 7月12日        | 女刑事マリアが危ない! | 池田一朗 | 佐藤武光 | 倉田保昭、河原崎長一郎、船戸順、 三浦真弓、田島義文 |
| 13   | 7月19日        | マリア!なぜ死んだ!!   | 池田一朗 | 山本和夫 | 金子信雄、千波丈太郎、長塚京三、 宝亀克寿           |

## 放映ネット局
- 近畿広域圏 ABC朝日放送（現：朝日放送テレビ）【製作局】
- 関東広域圏 ANB（現EX）テレビ朝日
- 北海道 HTB北海道テレビ
- 青森県 RAB青森放送
- 岩手県 TVIテレビ岩手
- 宮城県 KHB東日本放送
- 山形県 YTS山形テレビ
- 福島県 KFB福島放送
- 山梨県 UTYテレビ山梨
- 新潟県 NT21（現UX）新潟テレビ21
- 長野県 TSBテレビ信州
- 静岡県 SKT静岡けんみんテレビ（現：SATV静岡朝日テレビ）
- 富山県 KNB北日本放送
- 石川県 ITC石川テレビ
- 福井県 FBC福井放送
- 中京広域圏 NBN名古屋テレビ
- 島根県・鳥取県 TSK山陰中央テレビ
- 広島県 UHT（現HOME）広島ホームテレビ
- 山口県 KRY山口放送
- 徳島県 JRT四国放送
- 香川県・岡山県 KSB瀬戸内海放送
- 愛媛県 RNB南海放送
- 高知県 KUTVテレビ高知
- 福岡県 KBC九州朝日放送
- 長崎県 NBC長崎放送
- 熊本県 TKUテレビ熊本
- 大分県 OBS大分放送
- 宮崎県 MRT宮崎放送
- 鹿児島県 KKB鹿児島放送
- 沖縄県 RBC琉球放送